# Lenny (filme)
Lenny (bra/prt: Lenny) é um filme estadunidense de 1974, do gênero drama biográfico, dirigido por Bob Fosse, com roteiro de Julian Barry baseado em sua peça teatral homônima.

## Prêmios e indicações
| Prêmio/Evento      | Categoria                        | Recipiente                   | Resultado                   |
| ------------------ | -------------------------------- | ---------------------------- | --------------------------- |
| Oscar 1975         | Melhor filme                     | Melhor filme                 | Indicado                    |
| Oscar 1975         | Melhor diretor                   | Bob Fosse                    | Indicado                    |
| Oscar 1975         | Melhor ator                      | Dustin Hoffman               | Indicado                    |
| Oscar 1975         | Melhor atriz                     | Valerie Perrine              | Indicado                    |
| Oscar 1975         | Melhor roteiro adaptado          | Julian Barry                 | Indicado                    |
| Oscar 1975         | Melhor fotografia                | Bruce Surtees                | Indicado                    |
| BAFTA 1976         | Melhor atriz em ascensão         | [ quem? ]                    | Venceu[carece de fontes?]   |
| BAFTA 1976         | Melhor ator                      | Dustin Hoffman               | Indicado[carece de fontes?] |
| BAFTA 1976         | Melhor atriz                     | Valerie Perrine              | Indicado[carece de fontes?] |
| Cannes 1975        | Prêmio de interpretação feminina | Valerie Perrine              | Venceu                      |
| Cannes 1975        | Palma de Ouro (melhor filme)     | Palma de Ouro (melhor filme) | Indicado                    |
| Globo de Ouro 1975 | Melhor direção                   | Bob Fosse                    | Indicado                    |
| Globo de Ouro 1975 | Melhor ator - drama              | Dustin Hoffman               | Indicado                    |
| Globo de Ouro 1975 | Melhor atriz - drama             | Valerie Perrine              | Indicado                    |

## Elenco
- Dustin Hoffman .... Lenny Bruce
- Valerie Perrine .... Honey Bruce
- Jan Miner .... Sally Marr
- Stanley Beck .... Artie Silver
- Frankie Man .... cômico de Baltimore
- Rashel Novikoff .... tia Mema
- Gary Morton .... Sherman Hart
- Guy Rennie .... Jack Goldstein
- Michele Yonge .... enfermeira

## Sinopse
Em forma de documentário, o filme conta a história do comediante Lenny Bruce que, na década de 1960, escandalizou o público com as críticas que fazia aos podres da sociedade.